# Masalia philbyi
Heliothis philbyi là một loài bướm đêm trong họ Noctuidae.